# Slizké
Slizké je obec na Slovensku. Leží v okrese Rimavská Sobota v Banskobystrickém kraji. Žije zde 265 obyvatel.